# Australia Post
Australia Post, ou l'Australian Postal Corporation, est l'entreprise d'État qui assure la distribution du courrier en Australie.
De nombreux bureaux de poste proposent des services variés : papeterie (enveloppes, papiers, stylos, cahiers, livres, etc.) ou impôts, entre autres.